# Martin County (Texas)
Das Martin County ist ein County im Bundesstaat Texas der Vereinigten Staaten. Das U.S. Census Bureau hat bei der Volkszählung 2020 eine Einwohnerzahl von 5.237 ermittelt. Der Sitz der County-Verwaltung (County Seat) befindet sich in Stanton.

## Geographie
Das County liegt nordwestlich des geographischen Zentrums von Texas, etwa 50 km vor der südöstlichen Spitze von New Mexico und hat eine Fläche von 2371 Quadratkilometern, wovon 2 Quadratkilometer Wasserfläche sind. Es grenzt im Uhrzeigersinn an folgende Countys: Dawson County, Howard County, Glasscock County, Midland County und Andrews County.

## Geschichte
Martin County wurde am 21. August 1876 aus Teilen des Bexar County gebildet. Die Verwaltungsorganisation wurde am 14. November 1888 abgeschlossen. Benannt wurde es nach Wyly Martin (1776–1842), Major in der Armee der Republik Texas. Nach einem Disput mit Sam Houston verließ er die Streitkräfte und wurde 1836 Abgeordneter in der State Legislature.
Die Besiedlung wurde vor allem von der Texas and Pacific Railway vorangetrieben, die ab 1881 Landparzellen an Farmer verkaufte, um das Land zu erschließen. Die Farmen bauten vor allem Getreide, Baumwolle, Gemüse und Wein an. Während im Bereich der Viehzucht um 1890 noch die Schafhaltung überwog, verlor diese zunehmend an Bedeutung zugunsten der Rinderzucht, so verzehnfachte sich die Zahl der Rinder von etwas über 3.000 im Jahre 1890 auf 32.000 im Jahre 1900.
Ein Bauwerk im County ist im National Register of Historic Places („Nationales Verzeichnis historischer Orte“; NRHP) eingetragen (Stand 27. November 2021), das Carmelite Monastery.

## Demografische Daten

Alterspyramide des Martin Countys (Stand: 2000)

Nach der Volkszählung im Jahr 2000 lebten im Martin County 4.746 Menschen in 1.624 Haushalten und 1.256 Familien. Die Bevölkerungsdichte betrug 2 Einwohner pro Quadratkilometer. Ethnisch betrachtet setzte sich die Bevölkerung zusammen aus 79,01 Prozent Weißen, 1,58 Prozent Afroamerikanern, 0,82 Prozent amerikanischen Ureinwohnern, 0,17 Prozent Asiaten und 16,06 Prozent aus anderen ethnischen Gruppen; 2,36 Prozent stammten von zwei oder mehr Ethnien ab. 40,56 Prozent der Einwohner waren spanischer oder lateinamerikanischer Abstammung.
Von den 1.624 Haushalten hatten 42,7 Prozent Kinder oder Jugendliche, die mit ihnen zusammen lebten. 64,3 Prozent waren verheiratete, zusammenlebende Paare 9,5 Prozent waren allein erziehende Mütter und 22,6 Prozent waren keine Familien. 21,7 Prozent waren Singlehaushalte und in 11,8 Prozent lebten Menschen im Alter von 65 Jahren oder darüber. Die durchschnittliche Haushaltsgröße betrug 2,87 und die durchschnittliche Familiengröße betrug 3,36 Personen.
33,9 Prozent der Bevölkerung war unter 18 Jahre alt, 6,7 Prozent zwischen 18 und 24, 26,4 Prozent zwischen 25 und 44, 19,7 Prozent zwischen 45 und 64 und 13,3 Prozent waren 65 Jahre alt oder älter. Das Medianalter betrug 32 Jahre. Auf 100 weibliche Personen kamen 95,6 männliche Personen und auf 100 Frauen im Alter von 18 Jahren oder darüber kamen 92,7 Männer.
Das jährliche Durchschnittseinkommen eines Haushalts betrug 31.836 USD, das Durchschnittseinkommen einer Familie betrug 35.965 USD. Männer hatten ein Durchschnittseinkommen von 29.360 USD, Frauen 19.063 USD. Das Prokopfeinkommen betrug 15.647 USD. 14,9 Prozent der Familien und 18,7 Prozent der Einwohner lebten unterhalb der Armutsgrenze.

## Städte und Gemeinden
- Ackerly
- Lenorah
- Stanton
- Tarzan